# Gazdag János
Gazdag János (Makó, 1948. június 12. –) magyar agrármérnök, országgyűlési képviselő.

## Életpályája
Szülei: Gazdag János (1927–2002) és Barta Etelka (1930–2012) voltak. Általános iskolai tanulmányait Makón végezte el. Középiskolába Hódmezővásárhelyre járt. 1966-ban érettségizett. 1966–1970 között a Debreceni Egyetem hallgatója volt. 1971–1975 között a kunhegyesi Kunság Népe Mezőgazdasági Termelőszövetkezet agronómusa volt. 1975–1986 között a kuncsorbai Búzakalász Mezőgazdasági Termelőszövetkezet elnökekeként dolgozott. 1986–2004 között a makói Rákóczi Mezőgazdasági Termelőszövetkezetben tevékenykedett, melynek 1987–2004 között elnöke is volt. 1992–1998 között a Csongrád Megyei Mezőgazdasági Termelők Érdekvédelmi Szövetségének társelnöke volt. 1993–1997 között a Makói Távhőszolgáltató Kft. felügyelőbizottsági elnöke volt. 2000–2002 között a szegedi Dianthus Kereskedelmi Kft. ügyvezetője volt.
1969–1989 között az MSZMP tagja volt. 1975–1985 között kuncsorbai tanácstag illetve tanácselnök-helyettes volt. 1989 óta az MSZP tagja. 1990–1994, 1998–2002 között, illetve 2006 óta makói önkormányzati képviselő. 1994–2003 között a makói szervezet elnöke volt. 1994–1998, 2002–2006 között országgyűlési képviselő volt (1994–1998 Makó, 2002–2006 Csongrád megye). 1998 óta a Csongrád Megyei Közgyűlés tagja. 1999 óta a Csongrád megye ügyvezető alelnöke. 2002–2004 között a szociális és családügyi bizottság, 2004–2006 között pedig a mezőgazdasági bizottság tagja volt.

## Magánélete
1970-ben házasságot kötött Borsos Irénnel. Két gyermekük született; Zsolt (1972) és Anett (1975).